# KkStB 10 sorozatú szerkocsi
A kkStB 10 sorozatú szerkocsi egy szerkocsisorozat volt az osztrák császári és Királyi Osztrák Államvasutaknál (k.k. österreichischen Staatsbahn, kkStB), melyek eredetileg a Kaiserin Elisabeth-Bahn-tól (KEB) származtak.
A KEB 1858-ban szerezte be ezeket a szerkocsikat a Bécsújhelyi Mozdonygyártól, a StEG mozdonygyárától, a Sigl bécsi gyárától, a Chemnitzi Hartmann cégtől és a Floridsdorfi Mozdonygyártól.
Az államosítás után a kkStB a kkStB 10 sorozatba osztotta be őket. A szerkocsik nagy részét kkStB 31 sorozatú szerkocsivá építették később át.
| KEB T / kkStB 10           | KEB T / kkStB 10                                                     | KEB T / kkStB 10                                                     |
| Műszaki adatok             | Műszaki adatok                                                       | Műszaki adatok                                                       |
| -------------------------- | -------------------------------------------------------------------- | -------------------------------------------------------------------- |
| Pályaszám:                 | 10.10–184                                                            | 10.08, 16, 26, 81, 108, 116, 130                                     |
| Tengelyek száma:           | 3                                                                    | 3                                                                    |
| Össztengelytávolság:       | 3240 mm                                                              | 3240 mm                                                              |
| Kerékátmérő:               | 1100 mm                                                              | 1100 mm                                                              |
| Vízkészlet:                | 8,5 m³                                                               | 8,0 m³                                                               |
| Tüzelőanyagkészlet:        | 8,0 m³                                                               | 8,0 m³                                                               |
| Üres tömeg:                | 11,5 t                                                               | 11,5 t                                                               |
| Szolgálati tömeg:          | 24,5 t                                                               | 24,5 t                                                               |
| Kapcsolt mozdonyok típusa: | 2, 4, 7, 12, 21, 122, 28, 33, 47, 48, 50, 52, 54, 56, 59, 70, 73, 76 | 2, 4, 7, 12, 21, 122, 28, 33, 47, 48, 50, 52, 54, 56, 59, 70, 73, 76 |

## Fordítás
- Ez a szócikk részben vagy egészben  a   kkStB Tenderreihe 10 című német Wikipédia-szócikk fordításán alapul.  Az eredeti cikk szerkesztőit annak laptörténete sorolja fel. Ez a jelzés csupán a megfogalmazás eredetét és a szerzői jogokat jelzi, nem szolgál a cikkben szereplő információk forrásmegjelöléseként.